# Fremad Amager

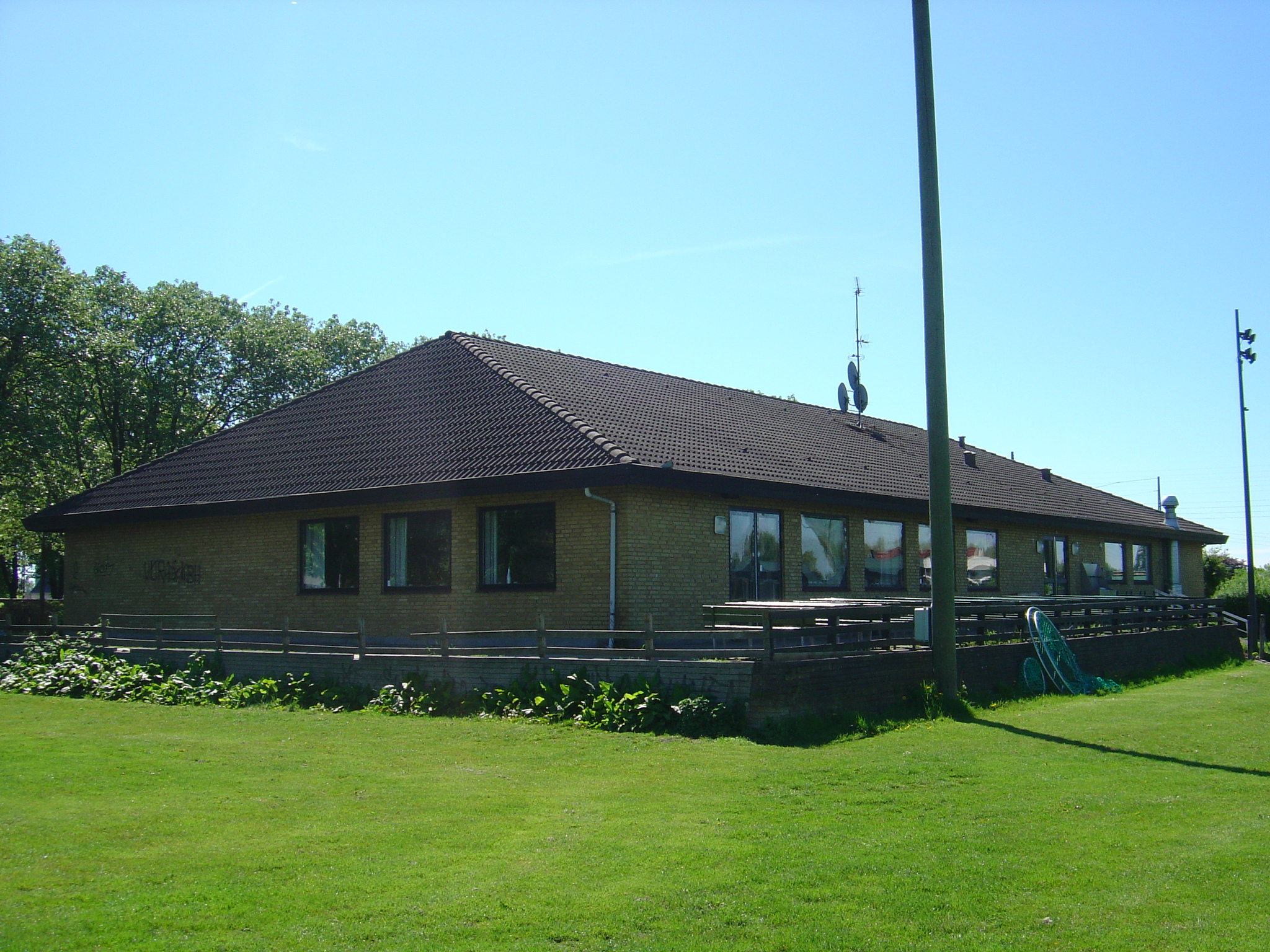
Clubhuis van Fremad Amager

Fremad Amager is een Deense voetbalclub uit Amager, een stadsdeel van de hoofdstad Kopenhagen. De club werd opgericht in 1910. Hij kent een lange geschiedenis in de Superliga, maar sinds de eeuwwisseling is het daar niet meer in uitgekomen. De clubkleur is blauw.

## Geschiedenis
Fremad Amager werd in 1910 opgericht en was medeoprichter van de huidige competitie in 1927. Daar werden toen voorronden gespeeld in verschillende groepen en Fremad werd groepswinnaar, in de tweede fase werd de club vierde van de vijf deelnemende clubs. Het volgende seizoen werd de club laatste in zijn poule en plaatste zich daarmee niet voor de Mesterskabsserien (de competitie) in 1929. In 1931 promoveerde de club en eindigde drie seizoenen op rij op de negende plaats (op tien clubs), na een laatste plaats in 1935 degradeerde de club. Na promotie in 1938 werd de club negende en het volgende seizoen verrassend vicekampioen achter KB Kopenhagen.
Tijdens de Tweede Wereldoorlog werd de competitie ook weer in groepen gespeeld en Fremad plaatste zich voor de kwartfinales en versloeg daar B 1913 op eigen veld met 3-4. In de halve finale werd ook B 1903 op eigen veld verslagen met 1-2. In de finale verloor de club thuis met 2-4 van BK Frem. De volgende seizoenen eindigde men onderaan in de poule. Na de oorlog werd Fremad vijfde, daarna derde en in 1948 tiende en laatste.
Dit keer was het afscheid van de hoogste klasse van lange duur. In 1972 werd als tweedeklasser de bekerfinale gehaald die met 0-2 verloren werd van Vejle BK. Omdat Vejle kampioen was, mocht Fremad aan de Europacup II deelnemen en werd in de eerste ronde uitgeschakeld door het Albanese KS Besa Kavajë op basis van de uitdoelpuntenregel.
In 1975 maakte de club haar wederoptreden in de Superliga en werd dertiende (op zestien clubs), het volgende seizoen degradeerde Fremad Amager echter weer en keerde terug voor één seizoen in 1980. Dan duurde het tot 1994/95 vooraleer de club weer kon terugkeren naar de hoogste klasse, na één seizoen daalde het opnieuw af. Ook in de 1. Division wist Fremad zich niet te handhaven en in 2002 degradeerde de club naar de 2. Division (derde klasse), maar kon na één seizoen terugkeren in de 1. Division. Hoewel Fremad in 2006 nog vijfde werd – een van de beste prestaties van de afgelopen jaren – volgde een degradatie in 2007.
In dat jaar werd ook besloten om te fuseren met Kløvermarken FB og Amager FF tot FC Amager. De fusie werd 1 juli 2008 officieel, mede met ondersteuning van enkele Faeröerse investeerders. Het doel was om spelers van de Faeröer Eilanden en ook de eigen jeugd ervaring te laten opdoen op hoog Deens voetbalniveau. Hoewel het lukte om opnieuw te promoveren naar de 1. Division, moest de club in 2009 een faillissement aanvragen, waarna het op het vijfde niveau terug werd gezet. De fusieclub bestond nog geen jaar.
Op de oude voet ging men verder, namelijk onder de naam Fremad Amager. Het promoveerde twee seizoenen op rij, waarna het weer terechtkwam in de 2. Division. Pas in 2016 keerde de Kopenhagense club terug in de 1. Division.

## Erelijst
- Beker van Denemarken

Finalist: 1972

## Eindklasseringen
| 5 |

| 3 |

| 10 |

| 2 |

| 2 |

| 2 |

| 4 |

| 6 |

| 10 |

| 2 |

| 9 |

| 6 |

| 2 |

| 12 |

| 3 |

| 3 |

| 11 |

| 5 |

| 1 |

| 5 |

| 7 |

| 5 |

| 2 |

| 1 |

| 11 |

| 1 |

| 10 |

| 10 |

| 3 |

| 13 |

| 15 |

| 4 |

| 6 |

| 3 |

| 14 |

| 7 |

| 12 |

| 8 |

| 16 |

| 4 |

| 4 |

| 1 |

| 8 |

| 7 |

| 8 |

| 2 |

| 1 |

| 4 |

| 6 |

| 8 |

| 2 |

| 2 |

| 10 |

| 6 |

| 7 |

| 11 |

| 10 |

| 7 |

| 11 |

| 14 |

| 12 |

| 3 |

| 11 |

| 8 |

| 5 |

| 16 |

| 2 |

| 3 |

| 1 |

| 2 |

| 5 |

| 14 |

| 3 |

| 4 |

| 2 |

| 10 |

| 9 |

| 5 |

| 4 |

| 8 |

| 10 |

| 11 |

| 7 |

| 3 |

| Superligaen (Niv. 1) | 1. division (Niv. 2) | 2. Division (Niv. 3) | D'marken Series Niv. 4 | Niv. 5 |

In 1991 werd de Superligaen geïntroduceerd. De 1. division werd vanaf dat jaar het 2e niveau en de 2. division het 3e niveau. 
 In de seizoenen 1991/92 t/m 1994/95 werd een herfst- (h) en een voorjaarscompetitie (v) gespeeld, waarbij in de herfst al werd gepromoveerd en gedegradeerd.
| Seizoen   | №  | Clubs | Divisie         | Duels | Winst | Gelijk | Verlies | Doelsaldo | Punten | Tsch  |
| --------- | -- | ----- | --------------- | ----- | ----- | ------ | ------- | --------- | ------ | ----- |
| 2000–2001 | 14 | 16    | 1. division     | 30    | 8     | 7      | 15      | 43–64     | 31     | 1.060 |
| 2001–2002 | 12 | 16    | 2. division     | 30    | 9     | 7      | 14      | 49–59     | 34     |       |
| 2002–2003 | 3  | 16    | 2. division     | 30    | 18    | 5      | 7       | 55–35     | 59     |       |
| 2003–2004 | 11 | 16    | 1. division     | 30    | 9     | 7      | 14      | 42–53     | 34     | 999   |
| 2004–2005 | 8  | 16    | 1. division     | 30    | 12    | 10     | 8       | 50–39     | 46     | 1.009 |
| 2005–2006 | 5  | 16    | 1. division     | 30    | 15    | 4      | 11      | 54–55     | 49     | 1.156 |
| 2006–2007 | 16 | 16    | 1. division     | 30    | 6     | 6      | 18      | 35–78     | 24     | 1.534 |
| 2007–2008 | 2  | 16    | 2. division Øst | 30    | 20    | 3      | 7       | 63–34     | 63     |       |
| 2008–2009 | 15 | 16    | 1. division     | 30    | 2     | 8      | 20      | 24–72     | 11     | 1.010 |
| 2009-2016 |    |       |                 |       |       |        |         |           |        |       |
| 2016–2017 | 10 | 12    | 1. division     | 33    | 10    | 11     | 12      | 42–45     | 41     | 1.123 |
| 2017–2018 | 9  | 12    | 1. division     | 33    | 11    | 7      | 15      | 27–42     | 40     | 1.050 |
| 2018–2019 | 5  | 12    | 1. division     | 33    | 13    | 11     | 9       | 42–45     | 50     | 1.296 |
| 2019–2020 | 4  | 12    | 1. division     | 33    | 13    | 10     | 10      | 45–45     | 49     | 935   |
| 2020–2021 | 8  | 12    | 1. division     | 32    | 10    | 5      | 17      | 47-41     | 35     | --    |

## Fremad in Europa
Uitslagen vanuit gezichtspunt Fremad Amager
| Seizoen                                                    | Competitie   | Ronde | Land                         | Club           | Totaalscore | 1e W    | 2e W    | PUC |
| ---------------------------------------------------------- | ------------ | ----- | ---------------------------- | -------------- | ----------- | ------- | ------- | --- |
| 1972/73                                                    | Europacup II | 1R    | Vlag van Albanië (1946-1992) | KS Besa Kavajë | 1-1 u       | 1-1 (T) | 0-0 (U) | 2.0 |
| Totaal aantal behaalde punten voor UEFA coëfficiënten: 2.0 |              |       |                              |                |             |         |         |     |

Zie ook
- Deelnemers UEFA-toernooien Denemarken
- Eeuwige ranglijst van deelnemers UEFA-clubcompetities

## Bekende (oud-)spelers
- Hendrik Andersen
- Frank Arnesen
- Sven Blummel
- Johnny Jacobsen
- Mads Junker
- Robin Lauwers
- Søren Lerby
- Ivan Nielsen
- Alf Olsen